# Ivan Brovkin na tseline
Ivan Brovkin na tseline (russisk: Иван Бровкин на целине) er en sovjetisk spillefilm fra 1958 af Ivan Lukinskij.

## Medvirkende
- Leonid Kharitonov som Ivan Brovkin
- Sergei Blinnikov som Timofej Korotejev
- Anna Kolomiytseva som Jelizaveta Korotejeva
- Tatyana Pelttser som Jevdokija Brovkina
- Daja Smirnova som Ljubasja